# اورمیس
اورمیس (به لاتین: Urmis) یک منطقهٔ مسکونی در جمهوری آذربایجان است که در جمهوری خودمختار نخجوان واقع شده‌است.